# Offensive de la Sarre
Seconde Guerre mondiale,
Bataille de France
Batailles
- Drôle de guerre
- Évacuation des civils de la ligne Maginot
- Mobilisation
- Offensive de la Sarre
- Baie de Heligoland
- Incident de Mechelen
- Plan Jaune
- Plan Dyle
- Luxembourg
- Ében-Émael
- Hannut

- Sedan
- Dinant
- Monthermé
- Givet
- La Horgne
- Gembloux
- Flavion
- Louvain
- Charleroi

- Stonne
- Montcornet
- La Sambre
- Arras

- L'Escaut
- Amiens
- La Lys
- Massacre de Vinkt
- Boulogne-sur-Mer
- Calais
- Poche de Lille
- Massacre du Paradis
- Abbeville
- Dunkerque
- Capitulation belge

- L'Aisne
- L'Ailette
- Opération Paula
- l’Exode
- Pont-de-l'Arche
- Opération Cycle
- Opération Ariel

- Les Alpes
- Vallon du Seuil
- Bombardement de Toulon
- Opération Vado
- La Loire
- Saumur
- La vallée du Rhône
- Bombardements de Marseille
- Menton (Pont-Saint-Louis)
- Combats aériens en Suisse
- Armistice du 22 juin

L'offensive de la Sarre est une opération limitée de l'armée française sur le territoire du Troisième Reich, en septembre 1939, alors que les Allemands sont concentrés sur la campagne de Pologne. C'est la première opération militaire française de la Seconde Guerre mondiale.

## Une offensive prometteuse
Après l'invasion de la Pologne commencée le 1er septembre 1939, les Alliés déclarent la guerre à l'Allemagne  le 3 septembre 1939 ; le jour même des troupes de reconnaissances françaises sont envoyées sans autorisation en territoire allemand.
Quatre jours après avoir déclaré la guerre à l'Allemagne, l’Armée française franchit la frontière allemande le 7 septembre 1939 pour pénétrer dans la Sarre, les troisième, quatrième et cinquième armées constituant le 2e groupe d'armées (GA2) sous le commandement du général Prételat, soit neuf de ses 102 divisions).
L’offensive française avance de dix kilomètres en territoire allemand.
Les populations civiles allemandes ont été évacuées et mises à l'abri des combats, tout ce qui permet de se ravitailler a été emporté ou saboté, des dizaines de milliers de mines antipersonnel (S-Mine) et antichars (Teller-Mine) ont été installées sur les routes, les chemins, les ponts, les places, dans les maisons. Le 8 septembre, les deux groupes de reconnaissances sont atteints par les mines, les survivants doivent renoncer. Le 9 septembre à 3 h 50 du matin, quatre divisions blindées lancent une offensive dans le secteur de la Sarre et de la Blize. Les Allemands font immédiatement sauter tous les ponts sur les cours d'eau. Plusieurs dizaines de chars sont détruits par les mines.
La Première armée allemande a l'ordre de ne pas mener de contre-offensive, de laisser les unités françaises avancer et de n'opposer qu'une guerre de sabotage et d'escarmouches.
Le 17 septembre, le Reich et l'URSS annoncent qu'ils ont signé le Pacte germano-soviétique de non-agression, avec un plan secret pour se partager le territoire polonais, l'Armée polonaise prise en étau est écrasée.
Le 18 septembre, les divisions françaises ont progressé de 8 kilomètres et le front fait 25 kilomètres de large. L'armée française est à 4 kilomètres de la ligne Siegfried, bientôt à portée de l'artillerie ennemie. Le général Gamelin se rend compte qu'il ne dispose pas d'une artillerie de rupture, il a aussi appris que la Pologne a été envahie à l'est par l'URSS qui est passée à l'offensive le 17 septembre.
Les opérations sont arrêtées, la ligne de front est fortifiée, et la presse internationale est invitée à constater la victoire éclatante remportée par l'armée française malgré la défense acharnée des troupes allemandes. Les centaines de soldats français tués, en particulier ceux de la 11e division d'infanterie, dite Division de Fer, sont rapatriés discrètement pour être enterrés à Sarreguemines où on peut toujours voir le monument.

## Une offensive devenue promenade
En traversant les villages allemands, les Français ne rencontrent aucune résistance frontale, mais certains secteurs sont minés par les Allemands, ce qui occasionne des pertes. Les troupes françaises sont parfois retardées durant deux jours. La lente offensive française atteint son sommet le 12 septembre avec une pénétration de 8 kilomètres en Allemagne. Le 21 septembre, Maurice Gamelin donne l'ordre de retraite en direction de la ligne Maginot. Certains généraux comme Giraud ne sont pas d'accord, voyant une occasion incroyable pour les forces françaises dans la Sarre. Le 17 octobre, les dernières forces françaises de couverture quittent le territoire allemand. Selon l'historien François Cochet, l'opération de la Sarre a été conçue « comme une forte reconnaissance armée plutôt que comme une offensive générale ».
Bernard Zins a étudié les pertes françaises dans le secteur de la Blies, 39 soldats ayant été inhumés au cimetière de Weidesheim dans la commune de Kalhausen. En tout, l'opération de la Sarre aurait fait dans l'armée française environ 2 000 victimes (morts, blessés, malades).

## LaWehrmachtmarche vers l'Ouest
La Pologne étant battue, les divisions allemandes sont transférées du front de l'Est vers le front Ouest. L'artillerie allemande est maintenant à portée des éléments avancés de la ligne Maginot, et les avions de chasse de la Luftwaffe reviennent dans le ciel occidental.
La première armée allemande de Erwin von Witzleben mène du 16 au 24 octobre une contre-offensive. Épaulée par une division d'infanterie, la Wehrmacht entre en France mais n'occupe que quelques kilomètres carrés et ne progressera pas jusqu'au 10 mai 1940, date du début de la Blitzkrieg allemande. Cette contre-offensive, seul combat d'une certaine envergure sur la frontière durant la « drôle de guerre », fait 196 tués et 114 disparus dans les troupes allemandes.

## Une occasion gâchée?
Le général allemand Siegfried Westphal a dit que la situation à l'Ouest était dangereuse et risquée et a estimé que les Français auraient pu atteindre le bassin de la Ruhr en deux semaines.
En revanche, des historiens et généraux français considèrent qu'une attaque de la ligne Siegfried était irréaliste (c'est notamment le cas du général Bourret, commandant la 5e armée), compte tenu des délais nécessaires à la mise en place, de la trop courte résistance polonaise et des moyens insuffisants des Français en artillerie lourde et en obus de rupture.
Cette offensive symbolique prend place au sein de la « drôle de guerre ».

## Citation de  William L. Shirer
« Il n'y avait eu aucune "résistance vigoureuse" des Allemands qui s'étaient repliés sur la ligne Siegfried après des escarmouches presque sans effusion de sang... Pas une seule division, un seul char, un seul avion allemand ne fut  prélevé sur le front polonais pour renforcer celui de l'ouest »

— William L. Shirer, La chute de la IIIe république, p. 546